# 納第聶伯良斯凱

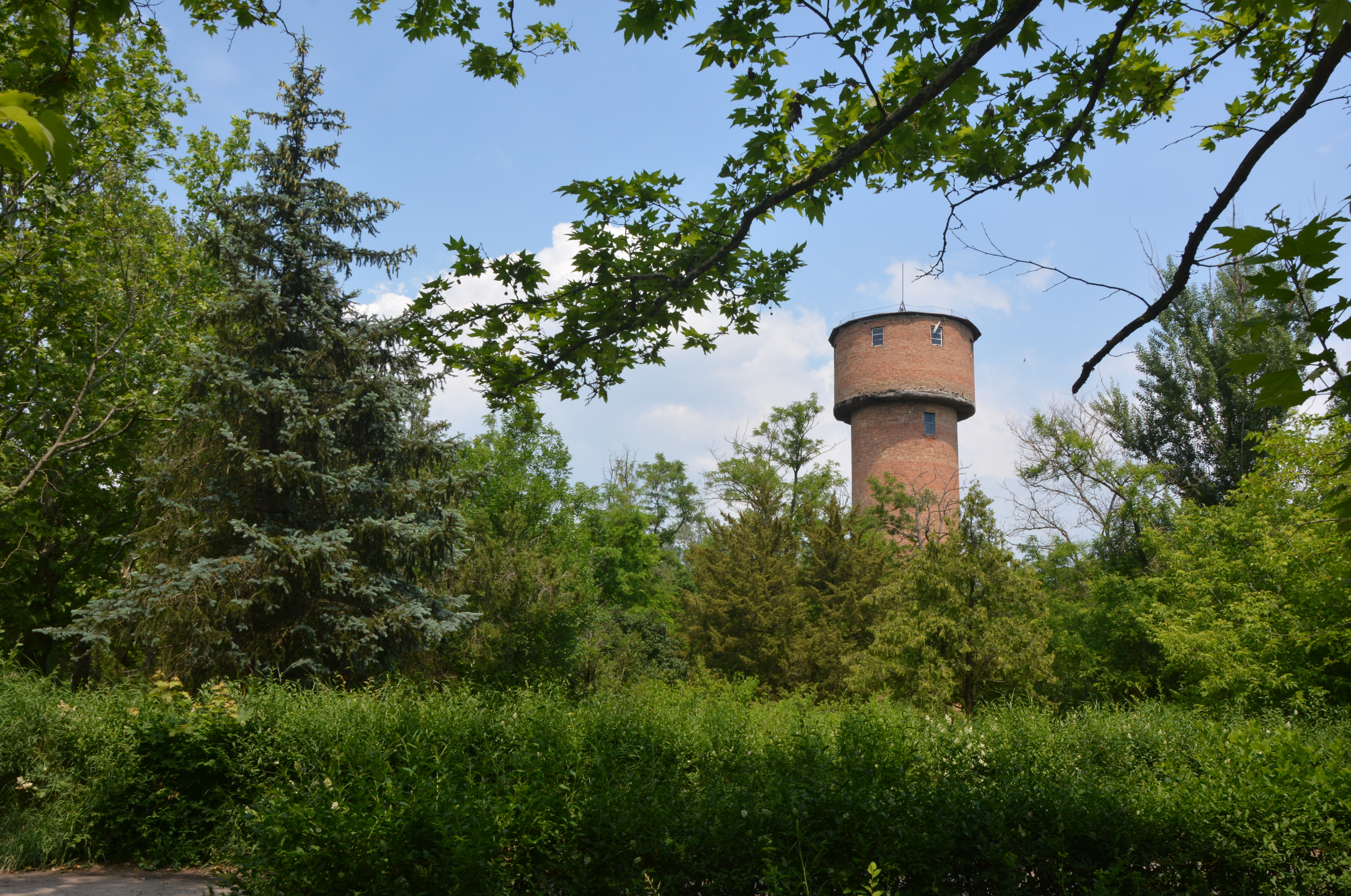
植物园

納第聶伯良斯凱（烏克蘭語：Наддніпрянське）是位於烏克蘭南部的市級鎮，由赫爾松州赫尔松区的赫尔松市镇負責管轄。該鎮始建於1966年，面積6.30平方公里，2014年人口1,129，人口密度每平方公里179.21人。